# Memoriał Henryka Łasaka 2005
Il Memoriał Henryka Łasaka 2005, settima edizione della corsa, valida come evento dell'UCI Europe Tour 2005 categoria 1.1, si svolse il 14 agosto 2005 su un percorso di 192,6 km. Fu vinto dal polacco Marek Maciejewski, che terminò la gara in 4h41'40" alla media di 41,02 km/h.

## Ordine d'arrivo (Top 10)
| Pos. | Corridore         | Squadra       | Tempo    |
| ---- | ----------------- | ------------- | -------- |
| 1    | Marek Maciejewski | PSB-Atlas     | 4h41'40" |
| 2    | Ondřej Fadrny     | Psk Whirlpool | s.t.     |
| 3    | Marcin Osinski    | Intel-Action  | a 1'50"  |
| 4    | Dawid Zdzieblko   | Legia         | a 5'28"  |
| 5    | Daniel Okrucinski | PSB-Atlas     | s.t.     |
| 6    | Marcin Sapa       | Team Knauf    | s.t.     |
| 7    | Dariusz Skoczylas | DHL-Author    | s.t.     |
| 8    | Martin Riška      | Psk Whirlpool | s.t.     |
| 9    | Mariusz Witecki   | DHL-Author    | s.t.     |
| 10   | Bartosz Pajor     |               | s.t.     |